# La Bahía
El Presidio Nuestra Señora de Loreto de la Bahía, más conocido como Presidio La Bahía, o simplemente La Bahía, es un presidio novohispano construido en 1747 en Goliad, en Texas, Estados Unidos.

## Historia
El origen del presidio se remonta a 1721 cuando fue establecido junto a la misión Nuestra Sra. del Espíritu Santo en las inmediaciones del antiguo fuerte francés de Saint Louis (1685-1689). La misión y el presidio fracasaron, y fueron  trasladados a una nueva ubicación en el río Guadalupe en 1726. En 1747 el presidio y su misión Nuestra Señora del Espíritu Santo de Zúñiga fueron nuevamente desplazados a su ubicación actual, en el río San Antonio. El  asentamiento en el siglo XVIII de población en torno al presidio dio origen a la actual Goliad, convirtiéndose la zona en una de las tres más importantes del Texas español.
En 1821 un intento de filibusteros anglosajones de tomar la zona terminó en fracaso, siendo rechazados por el gobernador español de Tejas Antonio María Martínez.
En 1836 ante la derrota del ejército mexicano en San Jacinto, el presidio pasó a manos de los independentistas texanos.